# Joseph Netzer
Joseph Netzer (* 20. Februar 1826 in Martelange; † 21. Juni 1901 in Arlon) war Bürgermeister von Arlon von 1880 bis 1901. Sein Amtsnachfolger war Numa Ensch-Tesch, sein Vorgänger Pierre Hollenfeltz.
Während seiner Amtszeit wurde das Rathaus in der Rue Paul Reuter grundlegend renoviert. Es wurde ursprünglich entworfen durch den damals sehr jungen Architekten Albert-Jean-Baptiste Jamot und diente von 1843 bis 1896 als Schule und Internat. Am 29. September 1898 hat Netzer das erste Mal im neuen Rathaus dem Rat vorgesessen.
Er war verheiratet mit Élisabeth Delrez und Vater von sechs Kindern. Eine Straße in Arlon ist nach ihm benannt worden. Er wurde beerdigt auf dem jüdischen Teil des Friedhofs von Arlon.